# Hillwood
Hillwood är en ort i Australien. Den ligger i kommunen George Town och delstaten Tasmanien, i den sydöstra delen av landet, omkring 180 kilometer norr om delstatshuvudstaden Hobart. Antalet invånare är 606.
Runt Hillwood är det ganska glesbefolkat, med 45 invånare per kvadratkilometer.. Närmaste större samhälle är Beaconsfield, omkring 15 kilometer väster om Hillwood. 
I omgivningarna runt Hillwood växer i huvudsak städsegrön lövskog. Genomsnittlig årsnederbörd är 1 078 millimeter. Den regnigaste månaden är augusti, med i genomsnitt 150 mm nederbörd, och den torraste är januari, med 35 mm nederbörd.